# Studi televisivi Fabrizio Frizzi
Gli studi televisivi Fabrizio Frizzi sono degli studi televisivi situati a Roma, in via Ettore Romagnoli 30.
Dal 2009 di proprietà della Rai, il 6 luglio 2018 sono stati intitolati al conduttore televisivo Fabrizio Frizzi, a quattro mesi dalla sua morte, avvenuta il 26 marzo 2018.

## Storia
Gli studi dapprima noti come Incom, vennero successivamente chiamati Dear (acronimo dei cognomi De Sica-Amato-Rizzoli), in quanto gestiti dalla società di produzione cinematografica Dear Film S.p.A. di Angelo Rizzoli e il più delle volte chiamati Dear Nomentano. Nel 1984 la Rai li prende in affitto per aumentare la propria capacità produttiva, e in seguito nel 2009 li acquista.
Il 6 luglio 2018, vengono rinominati Studi televisivi Fabrizio Frizzi, in seguito alla prematura scomparsa del presentatore avvenuta il precedente 26 marzo.

## Studi e programmi
I programmi realizzati nel centro nella stagione 2024/2025 sono:
- Studio 1: Da noi... a ruota libera (in diretta), BellaMa' (in diretta)
- Studio 2:Techeteche Top ten (registrato), Citofonare Rai 2 (in diretta o registrato), La storia siamo noi (registrato), Playlist - Tutto ciò che è musica (registrato)
- Studio 3: Domenica in (in diretta), Ciao maschio (registrato), Belve (registrato), Obbligo o verità (registrato)
- Studio 4: L'eredità (registrato)
- Studio 5: Tale e quale show (in diretta), Telethon (in diretta), Ora o mai più (in diretta, ultime due puntate registrate), Ne vedremo delle belle (registrato)
- Studio 6: Lo stato delle cose (in diretta), FarWest (in diretta), Linea di confine (registrato)

Tutti gli studi sono stati convertiti per trasmettere programmi in HDTV. I cantieri sono terminati nel dicembre del 2022 grazie alla direzione CTO/Tecnologie della Rai.

## Programmi realizzati in passato

### Studio 1
| Programma realizzato                                    | Emittente | Messa in onda     | Messa in onda    | Conduzione principale                      | Regia                |
| Programma realizzato                                    | Emittente | Inizio            | Fine             | Conduzione principale                      | Regia                |
| ------------------------------------------------------- | --------- | ----------------- | ---------------- | ------------------------------------------ | -------------------- |
| Caffè Italiano                                          | Rai 1     | 23 novembre 1992  | 12 marzo 1993    | Elisabetta Gardini                         | N.D.                 |
| Cominciamo bene (1ª ed.)                                | Rai 3     | 1999              | 2000             | Toni Garrani e Manuela Di Centa            | N.D.                 |
| Cominciamo bene (2ª ed.)                                | Rai 3     | 2000              | 2001             | Toni Garrani e Ilaria Capitani             | N.D.                 |
| Cominciamo bene (3ª ed.)                                | Rai 3     | 2001              | 2002             | Toni Garrani e Ilaria Capitani             | N.D.                 |
| Cominciamo bene (4ª ed.)                                | Rai 3     | 2002              | 2003             | Toni Garrani ed Elsa Di Gati               | N.D.                 |
| Cominciamo bene (5ª ed.)                                | Rai 3     | 2003              | 2004             | Corrado Tedeschi ed Elsa Di Gati           | N.D.                 |
| Cominciamo bene (6ª ed.)                                | Rai 3     | 2004              | 2005             | Corrado Tedeschi ed Elsa Di Gati           | N.D.                 |
| Cominciamo bene (7ª ed.)                                | Rai 3     | 2005              | 2006             | Fabrizio Frizzi, Elsa Di Gati e Rita Forte | N.D.                 |
| Cominciamo bene (8ª ed.)                                | Rai 3     | 2006              | 2007             | Fabrizio Frizzi, Elsa Di Gati e Rita Forte | N.D.                 |
| Cominciamo bene (9ª ed.)                                | Rai 3     | 2007              | 2008             | Fabrizio Frizzi, Elsa Di Gati e Rita Forte | N.D.                 |
| Cominciamo bene (10ª ed.)                               | Rai 3     | 2008              | 2009             | Fabrizio Frizzi, Elsa Di Gati e Rita Forte | N.D.                 |
| Cominciamo bene (11ª ed.)                               | Rai 3     | 2009              | 2010             | Fabrizio Frizzi, Elsa Di Gati e Rita Forte | N.D.                 |
| Dolci dopo il tiggì                                     | Rai 1     | 8 settembre 2014  | 20 marzo 2015    | Antonella Clerici                          | Simonetta Tavanti    |
| La posta del cuore                                      | Rai 1     | 15 giugno 2015    | 10 luglio 2015   | Fabrizio Frizzi e Rita dalla Chiesa        | Luca Mancini         |
| Da noi... a ruota libera (2ª ed.)                       | Rai 1     | 13 settembre 2020 | 27 giugno 2021   | Francesca Fialdini                         | Fabrizio Cofrancesco |
| Da noi... a ruota libera (3ª ed.)                       | Rai 1     | 19 settembre 2021 | 5 giugno 2022    | Francesca Fialdini                         | Elisabetta Pierelli  |
| BellaMa' (1ª ed.)                                       | Rai 2     | 12 settembre 2022 | 5 maggio 2023    | Pierluigi Diaco                            | Salvatore Perfetto   |
| Da noi... a ruota libera (4ª ed.)                       | Rai 1     | 18 settembre 2022 | 11 giugno 2023   | Francesca Fialdini                         | Elisabetta Pierelli  |
| Commento da studio dello Junior Eurovision Song Contest | Rai 1     | 11 dicembre 2022  | 11 dicembre 2022 | Francesca Fialdini e Mario Acampa          | N.D.                 |
| Storie di Donne al bivio (1ª ed.)                       | Rai 2     | 5 luglio 2023     | 23 agosto 2023   | Monica Setta                               | Fabrizio Cofrancesco |
| BellaMa' (2ª ed.)                                       | Rai 2     | 11 settembre 2023 | 3 maggio 2024    | Pierluigi Diaco                            | Salvatore Perfetto   |
| Da noi... a ruota libera (5ª ed.)                       | Rai 1     | 17 settembre 2023 | 2 giugno 2024    | Francesca Fialdini                         | Elisabetta Pierelli  |

### Studio 2
| Programma realizzato                            | Emittente         | Messa in onda     | Messa in onda     | Conduzione principale                      | Regia                              |
| Programma realizzato                            | Emittente         | Inizio            | Fine              | Conduzione principale                      | Regia                              |
| ----------------------------------------------- | ----------------- | ----------------- | ----------------- | ------------------------------------------ | ---------------------------------- |
| Il pranzo è servito (2ª ed.)                    | Canale 5          | 26 settembre 1983 | 30 giugno 1984    | Corrado                                    | Lino Procacci                      |
| Ieri, Goggi e domani                            | Rai 1             | 12 ottobre 1987   | 25 marzo 1988     | Loretta Goggi                              | Gianni Brezza                      |
| Cominciamo bene Estate (1ª ed.)                 | Rai 3             | estate 2001       | estate 2001       | Corrado Tedeschi e Ilaria D'Amico          | N.D.                               |
| Cominciamo bene Estate (2ª ed.)                 | Rai 3             | estate 2002       | estate 2002       | Corrado Tedeschi e Ilaria D'Amico          | N.D.                               |
| Cominciamo bene Estate (3ª ed.)                 | Rai 3             | estate 2003       | estate 2003       | Corrado Tedeschi e Ilaria D'Amico          | N.D.                               |
| Raiot - Armi di distrazione di massa            | Rai 3             | 16 novembre 2003  | 16 novembre 2003  | Sabina Guzzanti                            | Igor Skofic                        |
| Cominciamo bene Estate (4ª ed.)                 | Rai 3             | estate 2004       | estate 2004       | Michele Mirabella e Selvaggia Lucarelli    | N.D.                               |
| Cominciamo bene Estate (5ª ed.)                 | Rai 3             | estate 2005       | estate 2005       | Michele Mirabella e Ambra Angiolini        | N.D.                               |
| Cominciamo bene Estate (6ª ed.)                 | Rai 3             | estate 2006       | estate 2006       | Michele Mirabella e Arianna Ciampoli       | N.D.                               |
| Cominciamo bene Estate (7ª ed.)                 | Rai 3             | estate 2007       | estate 2007       | Michele Mirabella e Arianna Ciampoli       | N.D.                               |
| Cominciamo bene Estate (8ª ed.)                 | Rai 3             | estate 2008       | estate 2008       | Michele Mirabella e Arianna Ciampoli       | N.D.                               |
| Cominciamo bene Estate (9ª ed.)                 | Rai 3             | estate 2009       | estate 2009       | Michele Mirabella e Arianna Ciampoli       | N.D.                               |
| Cominciamo bene Estate (10ª ed.)                | Rai 3             | estate 2010       | estate 2010       | Michele Mirabella e Arianna Ciampoli       | N.D.                               |
| Cominciamo bene (12ª ed.)                       | Rai 3             | estate 2011       | estate 2011       | Giovanni Anversa e Arianna Ciampoli        | N.D.                               |
| Cominciamo bene (13ª ed.)                       | Rai 3             | estate 2012       | estate 2012       | Giovanni Anversa e Arianna Ciampoli        | N.D.                               |
| Telethon (25ª ed.)                              | Rai 1 Rai 2 Rai 3 | 8 dicembre 2014   | 14 dicembre 2014  | Fabrizio Frizzi                            | N.D.                               |
| La prova del cuoco (19ª ed.)                    | Rai 1             | 10 settembre 2018 | 31 maggio 2019    | Elisa Isoardi                              | Flavia Unfer                       |
| La prova del cuoco (20ª ed.)                    | Rai 1             | 9 settembre 2019  | 26 giugno 2020    | Elisa Isoardi                              | Flavia Unfer                       |
| Battute?                                        | Rai 2             | 1º ottobre 2019   | 30 novembre 2019  | Riccardo Rossi                             | Cristiano D'Alisera e Flavia Unfer |
| Voice Anatomy                                   | Rai 2             | 17 novembre 2020  | 6 aprile 2021     | Pino Insegno                               | Francesco Ebner                    |
| Il filo rosso                                   | Rai 2             | 21 novembre 2020  | 1º maggio 2021    | Paola Perego                               | Flavia Unfer                       |
| Domani è domenica                               | Rai 2             | 13 febbraio 2021  | 29 maggio 2021    | Samanta Togni                              | Claudia Seghetti                   |
| Citofonare Rai 2 (1ª ed.)                       | Rai 2             | 3 ottobre 2021    | 15 maggio 2022    | Paola Perego e Simona Ventura              | Fabrizio Settimio                  |
| Una parola di troppo                            | Rai 2             | 1º novembre 2021  | 24 dicembre 2021  | Giancarlo Magalli                          | Stefano Sartini                    |
| Cook40' (1ª ed.)                                | Rai 2             | 9 aprile 2022     | 25 giugno 2022    | Alessandro Greco                           | Flavia Unfer                       |
| Superquark (29ª ed.)                            | Rai 1             | 6 luglio 2022     | 24 agosto 2022    | Piero Angela                               | Gabriele Cipollitti                |
| Citofonare Rai 2 (2ª ed.)                       | Rai 2             | 25 settembre 2022 | 11 giugno 2023    | Paola Perego e Simona Ventura              | Sergio Spanu                       |
| Drusilla e l'almanacco del giorno dopo (2ª ed.) | Rai 2             | 12 dicembre 2022  | 13 gennaio 2023   | Drusilla Foer                              | Piergiorgio Camilli                |
| Camper (2ª ed.)                                 | Rai 1             | 13 giugno 2023    | 8 settembre 2023  | Marcello Masi                              | Luigi Rizza                        |
| Weekly (2ª ed.)                                 | Rai 1             | 24 giugno 2023    | 10 settembre 2023 | Fabio Gallo, Carolina Rey e Giulia Bonaudi | Emilia Mastroianni                 |
| Citofonare Rai 2 (3ª ed.)                       | Rai 2             | 1º ottobre 2023   | 26 maggio 2024    | Paola Perego e Simona Ventura              | Sergio Spanu                       |

### Studio 3
| Programma realizzato          | Emittente | Messa in onda     | Messa in onda    | Conduzione principale              | Regia                           |
| Programma realizzato          | Emittente | Inizio            | Fine             | Conduzione principale              | Regia                           |
| ----------------------------- | --------- | ----------------- | ---------------- | ---------------------------------- | ------------------------------- |
| Uno su Cento                  | Rai 3     | 10 ottobre 1989   | 21 dicembre 1989 | Pippo Baudo                        | Gino Landi                      |
| Uno su Cento Natale           | Rai 3     | 25 dicembre 1989  | 25 dicembre 1989 | Pippo Baudo                        | Gino Landi                      |
| Anteprima Gran Premio         | Rai 1     | 1º febbraio 1990  | 1º febbraio 1990 | Pippo Baudo                        | Gino Landi                      |
| Gran Premio                   | Rai 1     | 8 febbraio 1990   | 17 maggio 1990   | Pippo Baudo                        | Gino Landi                      |
| Gran Premio Pausa Caffè       | Rai 1     | 5 marzo 1990      | 11 maggio 1990   | Pippo Baudo                        | Gino Landi                      |
| Raimondo e le altre           | Rai 1     | 15 gennaio 1991   | 5 marzo 1991     | Marina Morgan                      | Riccardo Donna                  |
| Varietà                       | Rai 1     | 14 marzo 1991     | 6 giugno 1991    | Pippo Baudo                        | Gino Landi                      |
| Tunnel                        | Rai 3     | 6 febbraio 1994   | 22 maggio 1994   | Serena Dandini                     | Franza Di Rosa                  |
| Serata mondiale               | Rai 1     | 18 giugno 1994    | 16 luglio 1994   | Alba Parietti e Valeria Marini     | Paolo Beldì                     |
| Numero Uno (1ª ed.)           | Rai 1     | 25 ottobre 1994   | 30 maggio 1995   | Pippo Baudo                        | Gino Landi                      |
| In bocca al lupo! (1ª ed.)    | Rai 1     | 21 settembre 1998 | 19 giugno 1999   | Carlo Conti                        | Jocelyn                         |
| In bocca al lupo! (2ª ed.)    | Rai 1     | 20 settembre 1999 | 24 giugno 2000   | Carlo Conti                        | Jocelyn                         |
| In bocca al lupo! (3ª ed.)    | Rai 1     | 11 settembre 2000 | 21 ottobre 2000  | Amadeus                            | Jocelyn                         |
| La prova del cuoco (3ª ed.)   | Rai 1     | 16 settembre 2002 | 31 maggio 2003   | Antonella Clerici                  | Simonetta Tavanti               |
| La prova del cuoco (4ª ed.)   | Rai 1     | 15 settembre 2003 | 29 maggio 2004   | Antonella Clerici                  | Simonetta Tavanti               |
| La prova del cuoco (5ª ed.)   | Rai 1     | 20 settembre 2004 | 4 giugno 2005    | Antonella Clerici                  | Simonetta Tavanti               |
| La prova del cuoco (6ª ed.)   | Rai 1     | 12 settembre 2005 | 3 giugno 2006    | Antonella Clerici                  | Simonetta Tavanti               |
| La prova del cuoco (7ª ed.)   | Rai 1     | 18 settembre 2006 | 2 giugno 2007    | Antonella Clerici                  | Simonetta Tavanti               |
| La prova del cuoco (8ª ed.)   | Rai 1     | 10 settembre 2007 | 31 maggio 2008   | Antonella Clerici                  | Simonetta Tavanti               |
| La prova del cuoco (9ª ed.)   | Rai 1     | 15 settembre 2008 | 30 maggio 2009   | Antonella Clerici ed Elisa Isoardi | Simonetta Tavanti               |
| La prova del cuoco (10ª ed.)  | Rai 1     | 14 settembre 2009 | 29 maggio 2010   | Elisa Isoardi                      | Simonetta Tavanti               |
| La prova del cuoco (11ª ed.)  | Rai 1     | 13 settembre 2010 | 4 giugno 2011    | Antonella Clerici                  | Simonetta Tavanti               |
| La prova del cuoco (12ª ed.)  | Rai 1     | 12 settembre 2011 | 2 giugno 2012    | Antonella Clerici                  | Simonetta Tavanti               |
| La prova del cuoco (13ª ed.)  | Rai 1     | 10 settembre 2012 | 1º giugno 2013   | Antonella Clerici                  | Simonetta Tavanti               |
| La prova del cuoco (14ª ed.)  | Rai 1     | 9 settembre 2013  | 31 maggio 2014   | Antonella Clerici                  | Simonetta Tavanti               |
| La prova del cuoco (15ª ed.)  | Rai 1     | 8 settembre 2014  | 30 maggio 2015   | Antonella Clerici                  | Simonetta Tavanti               |
| La prova del cuoco (18ª ed.)  | Rai 1     | 11 settembre 2017 | 1º giugno 2018   | Antonella Clerici                  | Flavia Unfer                    |
| Vieni da me (1ª ed.)          | Rai 1     | 10 settembre 2018 | 14 giugno 2019   | Caterina Balivo                    | Sabrina Busiello                |
| Domenica in (43ª ed.)         | Rai 1     | 16 settembre 2018 | 26 maggio 2019   | Mara Venier                        | Sergio Colabona e Roberto Croce |
| Vieni da me (2ª ed.)          | Rai 1     | 9 settembre 2019  | 29 maggio 2020   | Caterina Balivo                    | David Marcotulli                |
| Domenica in (44ª ed.)         | Rai 1     | 15 settembre 2019 | 28 giugno 2020   | Mara Venier                        | Roberto Croce                   |
| Domenica in (45ª ed.)         | Rai 1     | 13 settembre 2020 | 27 giugno 2021   | Mara Venier                        | Flavia Unfer                    |
| Premio Bellisario (32ª ed.)   | Rai 1     | 17 ottobre 2020   | 17 ottobre 2020  | Laura Chimenti                     | David Marcotulli                |
| Premio Biagio Agnes (12ª ed.) | Rai 1     | 5 dicembre 2020   | 5 dicembre 2020  | Mara Venier e Alberto Matano       | Flavia Unfer                    |
| Sette storie (2ª ed.)         | Rai 1     | 11 gennaio 2021   | 7 giugno 2021    | Monica Maggioni                    | Cristiano D'Alisera             |
| Ciao maschio (1ª ed.)         | Rai 1     | 13 febbraio 2021  | 22 maggio 2021   | Nunzia De Girolamo                 | Cristiano D'Alisera             |
| Belve (5ª ed.)                | Rai 2     | 14 maggio 2021    | 9 luglio 2021    | Francesca Fagnani                  | Matteo Forzano                  |
| Zecchino d'Oro (68ª ed.)      | Rai 1     | 30 maggio 2021    | 30 maggio 2021   | Mara Venier                        | Flavia Unfer                    |
| Sette storie (3ª ed.)         | Rai 1     | 12 luglio 2021    | 6 settembre 2021 | Monica Maggioni                    | Alessandro Capitani             |
| Premio Bellisario (33ª ed.)   | Rai 1     | 17 luglio 2021    | 17 luglio 2021   | Laura Chimenti                     | Alessandra De Sanctis           |
| Sette storie (4ª ed.)         | Rai 1     | 13 settembre 2021 | 22 novembre 2021 | Monica Maggioni                    | Cristiano D'Alisera             |
| #cartabianca (6ª ed.)         | Rai 3     | 7 settembre 2021  | 21 giugno 2022   | Bianca Berlinguer                  | Cristian Biondani               |
| Domenica in (46ª ed.)         | Rai 1     | 19 settembre 2021 | 5 giugno 2022    | Mara Venier                        | Roberto Croce                   |
| Ciao maschio (2ª ed.)         | Rai 1     | 12 febbraio 2022  | 7 maggio 2022    | Nunzia De Girolamo                 | Cristiano D'Alisera             |
| Belve (6ª ed.)                | Rai 2     | 18 febbraio 2022  | 22 aprile 2022   | Francesca Fagnani                  | Matteo Forzano                  |
| Domenica in Show              | Rai 1     | 27 maggio 2022    | 27 maggio 2022   | Mara Venier                        | Roberto Croce                   |
| #cartabianca (7ª ed.)         | Rai 3     | 30 agosto 2022    | 27 giugno 2023   | Bianca Berlinguer                  | Cristian Biondani               |
| Domenica in (47ª ed.)         | Rai 1     | 11 settembre 2022 | 11 giugno 2023   | Mara Venier                        | Roberto Croce                   |
| Belve (7ª ed.)                | Rai 2     | 1º novembre 2022  | 23 novembre 2022 | Francesca Fagnani                  | Mauro Stancati                  |
| Ciao maschio (3ª ed.)         | Rai 1     | 21 gennaio 2023   | 15 aprile 2023   | Nunzia De Girolamo                 | Cristiano D'Alisera             |
| Domenica in (48ª ed.)         | Rai 1     | 17 settembre 2023 | 2 giugno 2024    | Mara Venier                        | Roberto Croce                   |
| Belve (9ª ed.)                | Rai 2     | 26 settembre 2023 | 24 ottobre 2023  | Francesca Fagnani                  | Mauro Stancati                  |
| Avanti popolo                 | Rai 3     | 10 ottobre 2023   | 30 gennaio 2024  | Nunzia De Girolamo                 | Piergiorgio Camilli             |
| FarWest (1ª ed.)              | Rai 3     | 27 novembre 2023  | 12 febbraio 2024 | Salvo Sottile                      | Fabrizio Guttuso Alaimo         |
| In barba a tutto (2ª ed.)     | Rai 3     | 14 gennaio 2024   | 18 febbraio 2024 | Luca Barbareschi                   | Alessandro Renna                |
| Petrolio (13ª ed.)            | Rai 3     | 27 febbraio 2024  | 16 aprile 2024   | Duilio Giammaria                   | Marco Bonfante                  |
| Belve (10ª ed.)               | Rai 2     | 2 aprile 2024     | 30 aprile 2024   | Francesca Fagnani                  | Mauro Stancati                  |
| FarWest (2ª ed.)              | Rai 3     | 15 aprile 2024    | 24 giugno 2024   | Salvo Sottile                      | Anna Grossi                     |

### Studio 4
| Programma realizzato             | Emittente | Messa in onda     | Messa in onda    | Conduzione principale                                    | Regia                                                             |
| Programma realizzato             | Emittente | Inizio            | Fine             | Conduzione principale                                    | Regia                                                             |
| -------------------------------- | --------- | ----------------- | ---------------- | -------------------------------------------------------- | ----------------------------------------------------------------- |
| Al Paradise (3ª ed.)             | Rai 1     | 13 aprile 1985    | 29 giugno 1985   | Oreste Lionello e Quartetto Cetra                        | Antonello Falqui e Michele Guardì                                 |
| Domenica in (12ª ed.)            |           | 13 settembre 1987 | 12 giugno 1988   | Lino Banfi                                               | Gianni Boncompagni                                                |
| Domenica in (13ª ed.)            |           | 9 ottobre 1988    | 11 giugno 1989   | Marisa Laurito                                           | Gianni Boncompagni                                                |
| Domenica in (14ª ed.)            |           | 15 ottobre 1989   | 29 aprile 1990   | Edwige Fenech                                            | Gianni Boncompagni                                                |
| Domenica in (15ª ed.)            |           | 14 ottobre 1990   | 26 maggio 1991   | Gigi Sabani                                              | Simonetta Tavanti                                                 |
| Domenica in (16ª ed.)            |           | 27 ottobre 1991   | 3 maggio 1992    | Pippo Baudo                                              | Nicoletta Costantino                                              |
| Domenica in (18ª ed.)            |           | 24 ottobre 1993   | 22 maggio 1994   | Mara Venier e Luca Giurato                               | Adriana Bonvegna                                                  |
| Donne al bivio Dossier (1ª ed.)  |           | 1994              | 1995             | Danila Bonito                                            | Stefano Roncoroni                                                 |
| Mattina in Famiglia (2ª ed.)     | Rai 2     | 30 settembre 1994 | 4 giugno 1995    | Paola Perego e Massimo Giletti                           | Michele Conforti                                                  |
| Mezzogiorno in famiglia (2ª ed.) | Rai 2     | 30 settembre 1994 | 4 giugno 1995    | Paola Perego e Massimo Giletti                           | Michele Guardì                                                    |
| Mattina in Famiglia (3ª ed.)     | Rai 2     | 21 ottobre 1995   | 26 maggio 1996   | Paola Perego e Massimo Giletti                           | Michele Conforti                                                  |
| Mezzogiorno in famiglia (3ª ed.) | Rai 2     | 21 ottobre 1995   | 26 maggio 1996   | Paola Perego e Massimo Giletti                           | Michele Guardì                                                    |
| Mattina in Famiglia (4ª ed.)     | Rai 2     | 4 ottobre 1996    | 25 maggio 1997   | Tiberio Timperi e Barbara D'Urso                         | Michele Conforti                                                  |
| Mezzogiorno in famiglia (4ª ed.) | Rai 2     | 4 ottobre 1996    | 25 maggio 1997   | Tiberio Timperi e Barbara D'Urso                         | Michele Guardì                                                    |
| Mattina in Famiglia (5ª ed.)     | Rai 2     | 25 settembre 1997 | 31 maggio 1998   | Tiberio Timperi e Simonetta Martone                      | Michele Conforti                                                  |
| Mezzogiorno in famiglia (5ª ed.) | Rai 2     | 25 settembre 1997 | 31 maggio 1998   | Tiberio Timperi e Simonetta Martone                      | Michele Guardì                                                    |
| Domenica in (22ª ed.)            |           | 28 settembre 1997 | 31 maggio 1998   | Fabrizio Frizzi                                          | Michele Guardì                                                    |
| Domenica in (23ª ed.)            |           | 4 ottobre 1998    | 30 maggio 1999   | Giancarlo Magalli e Tullio Solenghi                      | Simonetta Tavanti                                                 |
| Domenica in (26ª ed.)            |           | 16 settembre 2001 | 19 maggio 2002   | Carlo Conti, Mara Venier, Antonella Clerici ed Ela Weber | Jocelyn                                                           |
| Domenica in (27ª ed.)            |           | 22 settembre 2002 | 11 maggio 2003   | Mara Venier                                              | Cesare Gigli, Stefano Vicario e Stefano Gigli                     |
| Domenica in (28ª ed.)            |           | 5 ottobre 2003    | 16 maggio 2004   | Paolo Bonolis                                            | Giancarlo Nicotra                                                 |
| Domenica in (29ª ed.)            |           | 3 ottobre 2004    | 15 maggio 2005   | Mara Venier, Massimo Giletti e Paolo Limiti              | Giancarlo Nicotra                                                 |
| Domenica in (30ª ed.)            |           | 2 ottobre 2005    | 14 maggio 2006   | Mara Venier, Massimo Giletti e Pippo Baudo               | Gianni Boncompagni, Roberto Croce, Angelo Cesario e Stefano Gigli |
| Domenica in (31ª ed.)            |           | 1º ottobre 2006   | 13 maggio 2007   | Massimo Giletti, Lorena Bianchetti e Pippo Baudo         | Roberto Croce e Stefano Gigli                                     |
| Domenica in (32ª ed.)            |           | 7 ottobre 2007    | 11 maggio 2008   | Massimo Giletti, Lorena Bianchetti e Pippo Baudo         | Roberto Croce e Stefano Gigli                                     |
| Domenica in (33ª ed.)            |           | 5 ottobre 2008    | 10 maggio 2009   | Massimo Giletti, Lorena Bianchetti e Pippo Baudo         | Roberto Croce e Stefano Gigli                                     |
| Domenica in (34ª ed.)            |           | 4 ottobre 2009    | 9 maggio 2010    | Massimo Giletti e Pippo Baudo                            | Giovanni Caccamo                                                  |
| Domenica in (35ª ed.)            |           | 3 ottobre 2010    | 8 maggio 2011    | Massimo Giletti, Sonia Grey e Pippo Baudo                | Giovanni Caccamo                                                  |
| Occhio alla spesa (9ª ed.)       |           | 12 settembre 2011 | 1º giugno 2012   | Alessandro Di Pietro                                     | Salvatore Perfetto                                                |
| Domenica in (36ª ed.)            |           | 9 ottobre 2011    | 27 maggio 2012   | Massimo Giletti e Lorella Cuccarini                      | Giovanni Caccamo                                                  |
| Domenica in (37ª ed.)            |           | 7 ottobre 2012    | 19 maggio 2013   | Massimo Giletti e Lorella Cuccarini                      | Giovanni Caccamo e Maurizio Catalani                              |
| L'Arena (10ª ed.)                |           | 29 settembre 2013 | 18 maggio 2014   | Massimo Giletti                                          | Giovanni Caccamo                                                  |
| Domenica in (38ª ed.)            |           | 29 settembre 2013 | 18 maggio 2014   | Mara Venier                                              | Roberto Croce                                                     |
| L'Arena (11ª ed.)                |           | 5 ottobre 2014    | 31 maggio 2015   | Massimo Giletti                                          | Giovanni Caccamo                                                  |
| L'eredità (16ª ed.)              |           | 20 settembre 2017 | 3 giugno 2018    | Fabrizio Frizzi e Carlo Conti                            | Sabrina Busiello                                                  |
| L'eredità (17ª ed.)              |           | 24 settembre 2018 | 2 giugno 2019    | Flavio Insinna                                           | David Marcotulli                                                  |
| L'eredità (18ª ed.)              |           | 25 settembre 2019 | 28 giugno 2020   | Flavio Insinna                                           | Paola Baccini                                                     |
| L'eredità (19ª ed.)              |           | 28 settembre 2020 | 6 giugno 2021    | Flavio Insinna                                           | Paola Baccini                                                     |
| L'eredità (20ª ed.)              |           | 27 settembre 2021 | 5 giugno 2022    | Flavio Insinna                                           | Paola Baccini                                                     |
| L'eredità (21ª ed.)              |           | 31 ottobre 2022   | 18 giugno 2023   | Flavio Insinna                                           | Luigi Rizza                                                       |
| Il mercante in fiera (3ª ed.)    | Rai 2     | 25 settembre 2023 | 22 dicembre 2023 | Pino Insegno                                             | Barbara Napolitano                                                |
| L'eredità (22ª ed.)              | Rai 1     | 2 gennaio 2024    | 2 giugno 2024    | Marco Liorni                                             | Luigi Rizza                                                       |

### Studio 5
| Programma realizzato                              | Emittente         | Messa in onda     | Messa in onda    | Conduzione principale                       | Regia                   |
| Programma realizzato                              | Emittente         | Inizio            | Fine             | Conduzione principale                       | Regia                   |
| ------------------------------------------------- | ----------------- | ----------------- | ---------------- | ------------------------------------------- | ----------------------- |
| Buonasera Raffaella                               | Rai 1             | 5 dicembre 1985   | 6 febbraio 1986  | Raffaella Carrà                             | Furio Angiolella        |
| E compagnia bella...                              | Rai 2             | 17 gennaio 1991   | 28 marzo 1991    | Enrico Vaime e Mara Venier                  | Rita Vicario            |
| Ciao Weekend                                      | Rai 2             | 19 ottobre 1991   | 10 maggio 1992   | Giancarlo Magalli e Heather Parisi          | Antonio Gerotto         |
| Punto e a Capo                                    | Rai 2             | estate 1994       | estate 1994      | Arnaldo Bagnasco                            | Claudio Rispoli         |
| Domenica in (19ª ed.)                             | Rai 1             | 25 settembre 1994 | 28 maggio 1995   | Mara Venier                                 | Adriana Bonvegna        |
| Gelato al limone (1ª ed.)                         | Rai 1             | giugno 1995       | settembre 1995   | Benedicta Boccoli e Massimiliano Pani       | Renato Casali           |
| Domenica in (20ª ed.)                             | Rai 1             | 24 settembre 1995 | 26 maggio 1996   | Mara Venier                                 | Adriana Bonvegna        |
| Gelato al limone (2ª ed.)                         | Rai 1             | 7 luglio 1996     | 8 settembre 1996 | Benedicta Boccoli e Massimiliano Pani       | Mariella Salvi          |
| Domenica in (21ª ed.)                             | Rai 1             | 15 settembre 1996 | 1º giugno 1997   | Mara Venier                                 | Simonetta Tavanti       |
| Domenica in (24ª ed.)                             | Rai 1             | 3 ottobre 1999    | 28 maggio 2000   | Amadeus                                     | Cesare Gigli            |
| Fantastica italiana (4ª ed.)                      | Rai 1             | 14 settembre 2000 | 16 novembre 2000 | Mara Venier                                 | Cesare Gigli            |
| Scommettiamo che...? (8ª ed.)                     | Rai 1             | 10 marzo 2001     | 2 giugno 2001    | Fabrizio Frizzi                             | Michele Guardì          |
| L'eredità (ed. pilota)                            | Rai 1             | 29 luglio 2002    | 31 agosto 2002   | Amadeus                                     | Stefano Vicario         |
| Affari tuoi (2ª ed.)                              | Rai 1             | 20 settembre 2004 | 3 giugno 2005    | Paolo Bonolis                               | Stefano Vicario         |
| L'eredità (4ª ed.)                                | Rai 1             | 12 settembre 2005 | 10 giugno 2006   | Amadeus                                     | Stefano Vicario         |
| L'eredità (5ª ed.)                                | Rai 1             | 4 settembre 2006  | 30 giugno 2007   | Carlo Conti                                 | Maurizio Pagnussat      |
| L'eredità (6ª ed.)                                | Rai 1             | 3 settembre 2007  | 19 aprile 2008   | Carlo Conti                                 | Maurizio Pagnussat      |
| L'eredità (7ª ed.)                                | Rai 1             | 15 settembre 2008 | 27 giugno 2009   | Carlo Conti                                 | Maurizio Pagnussat      |
| L'eredità (8ª ed.)                                | Rai 1             | 7 settembre 2009  | 20 giugno 2010   | Carlo Conti                                 | Maurizio Pagnussat      |
| L'eredità (9ª ed.)                                | Rai 1             | 12 settembre 2010 | 11 giugno 2011   | Carlo Conti                                 | Maurizio Pagnussat      |
| L'eredità (10ª ed.)                               | Rai 1             | 5 settembre 2011  | 7 giugno 2012    | Carlo Conti                                 | Maurizio Pagnussat      |
| Ti lascio una canzone (6ª ed.)                    | Rai 1             | 8 settembre 2012  | 8 dicembre 2012  | Antonella Clerici                           | Sergio Colabona         |
| I migliori anni (6ª ed.)                          | Rai 1             | 19 gennaio 2013   | 23 marzo 2013    | Carlo Conti                                 | Maurizio Pagnussat      |
| La terra dei cuochi                               | Rai 1             | 26 aprile 2013    | 2 giugno 2013    | Antonella Clerici                           | Stefano Vicario         |
| David di Donatello (58ª ed.)                      | Rai 1             | 14 giugno 2013    | 14 giugno 2013   | Lillo & Greg                                | N.D.                    |
| Premio Bellisario (25ª ed.)                       | Rai 2             | 20 giugno 2013    | 20 giugno 2013   | Lorena Bianchetti                           | N.D.                    |
| Tale e quale show (3ª ed.)                        | Rai 1             | 13 settembre 2013 | 13 novembre 2013 | Carlo Conti                                 | Maurizio Pagnussat      |
| Tale e quale show - Il torneo (2ª ed.)            | Rai 1             | 22 novembre 2013  | 6 dicembre 2013  | Carlo Conti                                 | Maurizio Pagnussat      |
| Sogno e son desto (1ª ed.)                        | Rai 1             | 11 gennaio 2014   | 25 gennaio 2014  | Massimo Ranieri                             | Celeste Laudisio        |
| David di Donatello (59ª ed.)                      | Rai Movie Rai 1   | 10 giugno 2014    | 10 giugno 2014   | Paolo Ruffini e Anna Foglietta              | N.D.                    |
| Premio Bellisario (26ª ed.)                       | Rai 2             | 20 giugno 2014    | 20 giugno 2014   | Lorena Bianchetti e Federico Russo          | N.D.                    |
| Tale e quale show (4ª ed.)                        | Rai 1             | 12 settembre 2014 | 7 novembre 2014  | Carlo Conti                                 | Maurizio Pagnussat      |
| Tale e quale show - Il torneo (3ª ed.)            | Rai 1             | 14 novembre 2014  | 28 novembre 2014 | Carlo Conti                                 | Maurizio Pagnussat      |
| Si può fare! (1ª ed.)                             | Rai 1             | 2 maggio 2014     | 30 maggio 2014   | Carlo Conti                                 | Maurizio Pagnussat      |
| Si può fare! (2ª ed.)                             | Rai 1             | 13 aprile 2015    | 18 maggio 2015   | Carlo Conti                                 | Maurizio Pagnussat      |
| Premio TV - Premio regia televisiva (55ª ed.)     | Rai 1             | 25 maggio 2015    | 25 maggio 2015   | Fabrizio Frizzi                             | Maurizio Pagnussat      |
| Premio Bellisario (27ª ed.)                       | Rai 2             | 20 giugno 2015    | 20 giugno 2015   | Maria Concetta Mattei e Federico Russo      | N.D.                    |
| Tale e quale show (7ª ed.)                        | Rai 1             | 22 settembre 2017 | 11 novembre 2017 | Carlo Conti                                 | Maurizio Pagnussat      |
| Tale e quale show - Il torneo (6ª ed.)            | Rai 1             | 17 novembre 2017  | 1º dicembre 2017 | Carlo Conti                                 | Maurizio Pagnussat      |
| 60 Zecchini                                       | Rai 1             | 8 dicembre 2017   | 8 dicembre 2017  | Carlo Conti                                 | Maurizio Pagnussat      |
| Superbrain - Le supermenti (3ª ed.)               | Rai 1             | 12 gennaio 2018   | 2 febbraio 2018  | Paola Perego                                | Stefano Vicario         |
| La corrida (20ª ed.)                              | Rai 1             | 13 aprile 2018    | 18 maggio 2018   | Carlo Conti                                 | Maurizio Pagnussat      |
| Ora o mai più (1ª ed.)                            | Rai 1             | 8 giugno 2018     | 29 giugno 2018   | Amadeus                                     | Stefano Vicario         |
| Tale e quale show (8ª ed.)                        | Rai 1             | 14 settembre 2018 | 26 ottobre 2018  | Carlo Conti                                 | Maurizio Pagnussat      |
| Tale e quale show - Il torneo (7ª ed.)            | Rai 1             | 2 novembre 2018   | 23 novembre 2018 | Carlo Conti                                 | Maurizio Pagnussat      |
| Un Natale d'Oro Zecchino                          | Rai 1             | 14 dicembre 2018  | 14 dicembre 2018 | Carlo Conti                                 | Maurizio Pagnussat      |
| Superbrain - Le supermenti (4ª ed.)               | Rai 1             | 11 gennaio 2019   | 1º febbraio 2019 | Paola Perego                                | Stefano Vicario         |
| La corrida (21ª ed.)                              | Rai 1             | 22 marzo 2019     | 17 maggio 2019   | Carlo Conti                                 | Maurizio Pagnussat      |
| Buon compleanno... Pippo                          | Rai 1             | 7 giugno 2019     | 7 giugno 2019    | Pippo Baudo                                 | Fabrizio Guttuso Alaimo |
| Premio Bellisario (31ª ed.)                       | Rai 1             | 22 giugno 2019    | 22 giugno 2019   | Paola Perego                                | Andrea Apuzzo           |
| Tale e quale show (9ª ed.)                        | Rai 1             | 13 settembre 2019 | 18 ottobre 2019  | Carlo Conti                                 | Maurizio Pagnussat      |
| Tale e quale show - Il torneo (8ª ed.)            | Rai 1             | 25 ottobre 2019   | 8 novembre 2019  | Carlo Conti                                 | Maurizio Pagnussat      |
| Tali e quali (1ª ed.)                             | Rai 1             | 22 novembre 2019  | 22 novembre 2019 | Carlo Conti                                 | Maurizio Pagnussat      |
| Il cantante mascherato (1ª ed.)                   | Rai 1             | 10 gennaio 2020   | 31 gennaio 2020  | Milly Carlucci                              | Luca Alcini             |
| La corrida (22ª ed.)                              | Rai 1             | 21 febbraio 2020  | 28 febbraio 2020 | Carlo Conti                                 | Maurizio Pagnussat      |
| Top Dieci (1ª ed.)                                | Rai 1             | 14 giugno 2020    | 3 luglio 2020    | Carlo Conti                                 | Maurizio Pagnussat      |
| Tale e quale show (10ª ed.)                       | Rai 1             | 18 settembre 2020 | 23 ottobre 2020  | Carlo Conti                                 | Maurizio Pagnussat      |
| Premio Bellisario (32ª ed.)                       | Rai 1             | 15 ottobre 2020   | 15 ottobre 2020  | Laura Chimenti                              | David Marcotulli        |
| Tale e quale show - Il torneo (9ª ed.)            | Rai 1             | 30 ottobre 2020   | 20 novembre 2020 | Carlo Conti                                 | Maurizio Pagnussat      |
| Affari tuoi - Viva gli sposi!                     | Rai 1             | 26 dicembre 2020  | 6 febbraio 2021  | Carlo Conti                                 | Maurizio Pagnussat      |
| L'anno che verrà (19ª ed.)                        | Rai 1             | 31 dicembre 2020  | 1º gennaio 2021  | Amadeus                                     | Stefano Mignucci        |
| Canzone segreta                                   | Rai 1             | 12 marzo 2021     | 16 aprile 2021   | Serena Rossi                                | Piergiorgio Camilli     |
| David di Donatello (66ª ed.)                      | Rai 1             | 11 maggio 2021    | 11 maggio 2021   | Carlo Conti                                 | Maurizio Pagnussat      |
| Eurovision Song Contest (studio Italia) (65ª ed.) | Rai 1             | 22 maggio 2021    | 22 maggio 2021   | Gabriele Corsi e Cristiano Malgioglio       | Cristiano D'Alisera     |
| Tale e quale show (11ª ed.)                       | Rai 1             | 17 settembre 2021 | 5 novembre 2021  | Carlo Conti                                 | Maurizio Pagnussat      |
| Tale e quale show - Il torneo (10ª ed.)           | Rai 1             | 19 novembre 2021  | 19 novembre 2021 | Carlo Conti                                 | Maurizio Pagnussat      |
| Telethon (32ª ed.)                                | Rai 1 Rai 2 Rai 3 | 12 dicembre 2021  | 19 dicembre 2021 | Mara Venier, Paolo Belli e Arianna Ciampoli | Roberto Croce           |
| Tali e quali (2ª ed.)                             | Rai 1             | 8 gennaio 2022    | 12 febbraio 2022 | Carlo Conti                                 | Maurizio Pagnussat      |
| Affari tuoi - Formato famiglia                    | Rai 1             | 19 febbraio 2022  | 26 marzo 2022    | Amadeus                                     | Stefano Vicario         |
| Premio Bellisario (34ª ed.)                       | Rai 1             | 10 giugno 2022    | 10 giugno 2022   | Laura Chimenti                              | Alessandra De Sanctis   |
| Dalla strada al palco (1ª ed.)                    | Rai 2             | 28 giugno 2022    | 19 luglio 2022   | Nek                                         | Sergio Colabona         |
| Help - Ho un dubbio                               | Rai 2             | 2 agosto 2022     | 6 settembre 2022 | Caterina Balivo                             | Sergio Colabona         |
| Tale e quale show (12ª ed.)                       | Rai 1             | 30 settembre 2022 | 11 novembre 2022 | Carlo Conti                                 | Maurizio Pagnussat      |
| Tale e quale show - Il torneo (11ª ed.)           | Rai 1             | 18 novembre 2022  | 18 novembre 2022 | Carlo Conti                                 | Maurizio Pagnussat      |
| Natale e quale show (2ª ed.)                      | Rai 1             | 11 dicembre 2022  | 11 dicembre 2022 | Carlo Conti                                 | Maurizio Pagnussat      |
| Telethon (33ª ed.)                                | Rai 1 Rai 2 Rai 3 | 11 dicembre 2022  | 18 dicembre 2022 | Arianna Ciampoli e Paolo Belli              | N.D.                    |
| Tali e quali (3ª ed.)                             | Rai 1             | 7 gennaio 2023    | 4 febbraio 2023  | Carlo Conti                                 | Maurizio Pagnussat      |
| Tale e quale Sanremo (1ª ed.)                     | Rai 1             | 18 febbraio 2023  | 25 febbraio 2023 | Carlo Conti                                 | Maurizio Pagnussat      |
| Benedetta primavera                               | Rai 1             | 10 marzo 2023     | 11 marzo 2023    | Loretta Goggi                               | Cristiano D'Alisera     |
| I migliori anni (9ª ed.)                          | Rai 1             | 28 aprile 2023    | 27 maggio 2023   | Carlo Conti                                 | Maurizio Pagnussat      |
| Premio Bellisario (35ª ed.)                       | Rai 1             | 17 giugno 2023    | 17 giugno 2023   | Serena Autieri                              | Alessandra De Sanctis   |
| Tale e quale show (13ª ed.)                       | Rai 1             | 22 settembre 2023 | 3 novembre 2023  | Carlo Conti                                 | Maurizio Pagnussat      |
| Tale e quale show - Il torneo (11ª ed.)           | Rai 1             | 10 novembre 2023  | 10 novembre 2023 | Carlo Conti                                 | Maurizio Pagnussat      |
| Natale e quale show (3ª ed.)                      | Rai 1             | 17 dicembre 2023  | 17 dicembre 2023 | Carlo Conti                                 | Maurizio Pagnussat      |
| Rischiatutto 70                                   | Rai 1             | 3 gennaio 2024    | 9 marzo 2024     | Carlo Conti                                 | Maurizio Pagnussat      |
| Tale e quale Sanremo (2ª ed.)                     | Rai 1             | 17 febbraio 2024  | 24 febbraio 2024 | Carlo Conti                                 | Maurizio Pagnussat      |
| I migliori anni (10ª ed.)                         | Rai 1             | 6 aprile 2024     | 4 maggio 2024    | Carlo Conti                                 | Maurizio Pagnussat      |
| Forte e Chiara                                    | Rai 1             | 10 aprile 2024    | 17 aprile 2024   | Chiara Francini                             | Duccio Forzano          |
| BellaRai2                                         | Rai 2             | 30 maggio 2024    | 30 maggio 2024   | Pierluigi Diaco                             | Salvatore Perfetto      |
| Tale e quale show (14ª ed.)                       | Rai 1             | 20 settembre 2024 | 8 novembre 2024  | Carlo Conti                                 | Maurizio Pagnussat      |
| BellaFesta                                        | Rai 2             | 26 dicembre 2024  | 26 dicembre 2024 | Pierluigi Diaco                             | Salvatore Perfetto      |
| BellaFesta                                        | Rai 2             | 2 gennaio 2025    |                  | Pierluigi Diaco                             | Salvatore Perfetto      |
| Ora o mai più                                     | Rai 1             | 11 gennaio 2025   | 1 marzo 2025     | Marco Liorni                                | Stefano Mignucci        |

### Studio 6
| Programma realizzato           | Emittente         | Messa in onda     | Messa in onda    | Conduzione principale          | Regia              |
| Programma realizzato           | Emittente         | Inizio            | Fine             | Conduzione principale          | Regia              |
| ------------------------------ | ----------------- | ----------------- | ---------------- | ------------------------------ | ------------------ |
| Telethon (22ª ed.)             | Rai 1 Rai 2 Rai 3 | 15 dicembre 2011  | 18 dicembre 2011 | Fabrizio Frizzi                | N.D.               |
| Annozero (5ª ed.)              | Rai 2             | 23 settembre 2010 | 28 giugno 2011   | Michele Santoro                | Alessandro Renna   |
| L'eredità (11ª ed.)            | Rai 1             | 9 settembre 2012  | 25 maggio 2013   | Carlo Conti                    | Maurizio Pagnussat |
| L'eredità (12ª ed.)            | Rai 1             | 16 settembre 2013 | 31 maggio 2014   | Carlo Conti e Fabrizio Frizzi  | Maurizio Pagnussat |
| L'eredità (13ª ed.)            | Rai 1             | 14 settembre 2014 | 30 maggio 2015   | Carlo Conti e Fabrizio Frizzi  | Sabrina Busiello   |
| Boomerissima (1ª ed.)          | Rai 2             | 10 gennaio 2023   | 14 febbraio 2023 | Alessia Marcuzzi               | Luigi Antonini     |
| Ci vuole un fiore (2ª ed.)     | Rai 1             | 13 aprile 2023    | 20 aprile 2023   | Francesco Gabbani              | Duccio Forzano     |
| Tutti i sogni ancora in volo   | Rai 1             | 26 maggio 2023    | 2 giugno 2023    | Massimo Ranieri                | Duccio Forzano     |
| Boomerissima (2ª ed.)          | Rai 2             | 31 ottobre 2023   | 5 dicembre 2023  | Alessia Marcuzzi               | Sergio Colabona    |
| Telethon (34ª ed.)             | Rai 1 Rai 2 Rai 3 | 9 dicembre 2023   | 17 dicembre 2023 | Arianna Ciampoli e Paolo Belli | N.D.               |
| Dalla strada al palco (3ª ed.) | Rai 2             | 20 febbraio 2024  | 26 marzo 2024    | Nek                            | Maurizio Pagnussat |
| L'altra Italia                 | Rai 2             | 3 ottobre 2024    | 31 ottobre 2024  | Antonino Monteleone            | Flavia Unfer       |